# Hedyotis
Hedyotis es un género con 158 especies de plantas con flores perteneciente a la familia Rubiaceae.

## Especies
| - Hedyotis acutangula - Hedyotis aimiriikensis - Hedyotis albonerva - Hedyotis ampliflora - Hedyotis andamanica - Hedyotis articularis - Hedyotis bahaii - Hedyotis baotingensis - Hedyotis barberi - Hedyotis beddomei - Hedyotis bourdillonii - Hedyotis buxifolia - Hedyotis cantoniensis - Hedyotis capitellata - Hedyotis cathayana - Hedyotis caudatifolia - Hedyotis cheniana - Hedyotis cinereoviridis - Hedyotis communis - Hedyotis coprosmoides - Hedyotis cornifolia - Hedyotis coronaria - Hedyotis cushingiae - Hedyotis cyanantha - Hedyotis cyanescens - Hedyotis dawsoniana - Hedyotis dendroides - Hedyotis devicolamensis - Hedyotis dianxiensis - Hedyotis divaricata - Hedyotis equisetiformis - Hedyotis eualata - Hedyotis evenia - Hedyotis exserta - Hedyotis fissistipula - Hedyotis flavescens - Hedyotis flexuosa - Hedyotis fruticosa - Hedyotis fruticulosa - Hedyotis fulva - Hedyotis fumata - Hedyotis gamblei - Hedyotis gardneri - Hedyotis gartmorensis - Hedyotis globiceps - Hedyotis griffithii - Hedyotis hermanniana - Hedyotis hirsutissima - Hedyotis hirta - Hedyotis inamoena - Hedyotis koana - Hedyotis korrorensis - Hedyotis kottangathattiensis - Hedyotis kunstleri - Hedyotis kurzii - Hedyotis laciniata - Hedyotis lawsoniae - Hedyotis leschenaultiana - Hedyotis lessertiana - Hedyotis lianshanensis - Hedyotis longiexserta - Hedyotis longipetala - Hedyotis macraei | - Hedyotis macrostegia - Hedyotis maingayi - Hedyotis megalantha - Hedyotis membranacea - Hedyotis minutopuberula - Hedyotis nairii - Hedyotis neesiana - Hedyotis neolessertiana - Hedyotis nigrescens - Hedyotis nodulosa - Hedyotis novoguineensis - Hedyotis obliquinervis - Hedyotis obscura - Hedyotis ovata - Hedyotis pachycarpa - Hedyotis parietarioides - Hedyotis patens - Hedyotis pauciflora - Hedyotis perhispida - Hedyotis pinaster - Hedyotis ponapensis - Hedyotis protrusa - Hedyotis pruinosa - Hedyotis pulchella - Hedyotis purpurascens - Hedyotis quinquinervis - Hedyotis ramarowii - Hedyotis reinwardtii - Hedyotis resupinata - Hedyotis rhinophylla - Hedyotis rivalis - Hedyotis sachetiana - Hedyotis scaberula - Hedyotis scabridifolia - Hedyotis scandens - Hedyotis shenzhenensis - Hedyotis shettyi - Hedyotis shiuyingiae - Hedyotis similis - Hedyotis simplicissima - Hedyotis srilankensis - Hedyotis stelligera - Hedyotis suborthogona - Hedyotis subverticillata - Hedyotis swertioides - Hedyotis symphyllarionoides - Hedyotis tavoyensis - Hedyotis terminaliflora - Hedyotis tetrandra - Hedyotis tomentosa - Hedyotis travancorica - Hedyotis trichoneura - Hedyotis tridentata - Hedyotis trimenii - Hedyotis tuyamae - Hedyotis uncinella - Hedyotis uncinelloides - Hedyotis wangii - Hedyotis villosostipulata - Hedyotis viscida - Hedyotis wuzhishanensis - Hedyotis yangchunensis - Hedyotis yazhouensis |

## Taxonomía
Hedyotis fue descrito por Linneo y publicado en Species Plantarum 1: 101–102, en el año 1753.